# Petar Pappacarbone
Petar Pappacarbone (Salerno, 1038. – Cava de' Tirreni, 4. ožujka 1123.), talijanski biskup, opat i svetac.

## Životopis
Rodio se 1038. u Salernu. Bio je opat La Trinità della Cave. Kasnije je bio biskup Policastra 1079. godine. On je kasnije dao ostavku i vraća se u samostan. Bio je poznat po strogosti pravila u svom samostanu.
Njegovo štovanje odobrio je Lav XII. 1893. godine, a blagdan mu se slavi 4. ožujka. Zaštitnik je Salerna.